# 틸란드시아 카푸트메두사이
카풋 메두사(영어: octopus plant,medusa's head)는 중앙아메리카와 멕시코에서 자생하는, 흔히 재배되는 착생식물이다. 두텁고, 홈이 패여있고, 점점 가늘어지는 꼬인 이파리들은 25cm까지 자라며 트리콤이라 불리는 가는 회색 털로 덮여있다. 이파리로 이루어진 로제트가 부풀어오른 헛비늘줄기에서 자라난다. 새끼는 대부분의 틸란드시아가 그렇듯이 꽃이 피고 난 다음에 자라난다.
이 식물은 온실 속에서는 봄에서 초여름에 개화할 수 있다. 붉은 꽃차례들은 흔히 가지가 없거나 손 모양이다. 밝은 보라색 꽃들은 튀어나온 수술까지의 크기가 3.2cm 정도이다.

## 재배품종
- Tillandsia 'Bruce Aldridge' (T. caput-medusae × T. schiedeana)
- Tillandsia 'Calum' (T. caput-medusae × T. brachycaulos)
- Tillandsia 'Canina' (T. bulbosa × T. caput-medusae)
- Tillandsia 'Cheryl' (T. caput-medusae × T. capitata 'Peach')
- Tillandsia 'Como' (T. streptophylla × T. caput-medusae)
- Tillandsia 'Gunalda' (T. concolor × T. caput-medusae)
- Tillandsia 'Imbil' (T. brachycaulos × T. caput-medusae)
- Tillandsia 'June Bug' (T. caput-medusae × T. bulbosa)
- Tillandsia 'Litl Liz' (T. caput-medusae × T. streptophylla)
- Tillandsia 'Panuco' (T. caput-medusae × T. durangensis)
- Tillandsia 'Pomona' (T. caput-medusae × T. ionantha)
- Tillandsia 'Red Slippers' (T. ionantha var. van-hyningii × T. caput-medusae 'Red form')
- Tillandsia 'Sonoran Snow'
- Tillandsia 'Veronica Orozco' (T. baileyi × T. caput-medusae)
- Tillandsia 'Vicente Bacaya' (T. capitata × T. caput-medusae)[3]